# راشی مال
راشی مال (انگلیسی: Rashi Mal) بازیگر، رقاص و موسیقی دان هندی است. او نخستین بازیگری خود در فیلم هندی را، در سال ۲۰۱۸ با نقش آفرینی در فیلم هلیکوپتر ایلا در کنار کاجول و ریدهی سن انجام داد.

## فیلم‌شناسی
| سال  | فیلم          | نقش    |
| ---- | ------------- | ------ |
| ۲۰۱۸ | هلیکوپتر ایلا | نیکیتا |
| ۲۰۱۸ | آقا           | سابینا |
| ۲۰۲۲ | برهماسترا     | شاهینا |